# Andrew, vojvoda od Yorka
Andrew, punim imenom Andrew Albert Christian Edward (* London, Engleska, 19. veljače 1960.), britanski princ; vojvoda Yorka i časnik Britanske kraljevske ratne mornarice iz dinastije Windsora. Treće je dijete, i drugi sin, britanske kraljice Elizabete II. (r. 1926.) i princa Filipa (r. 1921.). Do rođenja nećaka, princa Williama, bio je drugi u redu za nasljedstvo britanske krune, dok je 2018. godine bio sedmi.
Nakon završene osnovne škole, pohađao je školu Gordonstoun u Škotskoj, a kraće vrijeme bio je učenik na razmjeni u Ontariju u Kanadi. Po završetku srednjoškolskog obrazovanja, pohađao je od 1979. godine Britanski pomorski koledž, kako bi se školovao za mornaričkog časnika. Sljedeće godine završio je obrazovanja, a 1981. godine postao je i pilot zrakoplova i helikoptera.
Godine 1982. sudjelovao je u Falkalandskom ratu koji se vodio između Velike Britanije i Argentine. Nakon rata nastavio je vojnu službu na minolovcima, a pred kraj vojne karijere, radio je u Londonu za ministarstvo obrane i Kraljevsku ratnu mornaricu. Umirovljen je iz vojne službe 2001. godine, ali vojska mu je ostala u fokusu pa je 2015. godine primio naslov viceadmirala.
Dana 23. srpnja 1986. godine vjenčao se sa Sarahom Ferguson, poznatom kao Fergie, i istovremeno je imenovan vojvodom od Yorka, što je tradicionalni naslov kojeg prima drugorođeni sin britanskog monarha. Princ Andrew i Sarah Ferguson imaju dvije kćeri: princezu Beatrice (r. 1988.) i princezu Eugenie (r. 1990.). Par se razveo 1996. godine.